# Koki Anzai
Koki Anzai (japonsky 安西 幸輝, * 31. května 1995) je japonský fotbalista.

## Klubová kariéra
S kariérou začal v japonském klubu Tokyo Verdy. V roce 2018 přestoupil do klubu Kashima Antlers. V roce 2018 tým získal i titul v Lize mistrů AFC. V roce 2019 přestoupil do portugalského klubu Portimonense SC.

## Reprezentační kariéra
Jeho debut za A-mužstvo Japonska proběhl v zápase proti Kolumbii 22. března 2019. Anzai odehrál za japonský národní tým celkem 4 reprezentační utkání.

## Statistiky
| Japonsko | Japonsko | Japonsko |
| Roky     | Záp.     | Góly     |
| -------- | -------- | -------- |
| 2019     | 4        | 0        |
| Celkem   | 4        | 0        |